# Ed Hunter
| Críticas profissionais | Críticas profissionais |
| Avaliações da crítica  | Avaliações da crítica  |
| Fonte                  | Avaliação              |
| ---------------------- | ---------------------- |
| Allmusic               | link                   |

Ed Hunter é uma coletânea dos maiores sucessos musicais e um jogo eletrônico  lançados em 1999 pela banda britânica Iron Maiden e pela Synthetic Dimensions, respectivamente. O objetivo do jogo consiste em seguir o mascote da banda, Eddie, por vários níveis descrevendo as capas de álbuns anteriores do Iron Maiden. Os discos de acompanhamento contém as canções mais populares do grupo, que foram selecionadas pelos fãs em seu site oficial na época, e que compõem a trilha sonora do game.
O álbum foi lançado atrelado a uma tour de mesmo nome, Ed Huntour, na qual a banda apenas tocou as canções presentes na coletânea. A tour em si também foi notável por marcar o retorno do guitarrista Adrian Smith e do vocalista Bruce Dickinson, que saíram da banda em 1990 e 1993, respectivamente.

## Níveis
1. London's East End (Killers)
2. The Shady Pines Asylum (Piece of Mind)
3. The Pits of Hell (The Number of the Beast)
4. The Graveyard (Live After Death)
5. The Pharaoh's Tomb (Powerslave)
6. Blade Runner (Somewhere in Time)
7. Futureal
8. Finale

## Lista de Faixas

### Disco 1
1. "Iron Maiden" (ao vivo)
2. "The Trooper"
3. "The Number of the Beast"
4. "Wrathchild"
5. "Futureal"
6. "Fear of the Dark"
7. "Be Quick or Be Dead"
8. "2 Minutes to Midnight"
9. "Man on the Edge"
10. "Aces High"
11. "The Evil That Men Do"
12. "Wasted Years"
13. "Powerslave"
14. "Hallowed Be Thy Name"
15. "Wrathchild '99" (versão de 1999, apenas para os EUA)

### Disco 2
1. "Run To The Hills"
2. "The Clansman"
3. "Phantom Of The Opera"
4. "Killers"
5. "Stranger In A Stranger Land"
6. "Tailgunner"

## Performance nas paradas
| País        | Parada musical (1999)       | Posição |
| ----------- | --------------------------- | ------- |
| Finland     | The Official Finnish Charts | 27      |
| Germany     | Media Control Charts        | 94      |
| Netherlands | MegaCharts                  | 69      |
| Sweden      | Sverigetopplistan           | 43      |